# Гуррола, Эва
Эва Алисия Гуррола Ортис (исп. Eva Alicia Gurrola Ortiz, род. 17 мая 1994, Эрмосильо, Мексика) — мексиканская тяжелоатлетка, участница летних Олимпийских игр 2016 года, двукратный призёр Игр Центральной Америки и Карибского бассейна 2014 года.

## Биография
Заниматься тяжёлой атлетикой Гуррола начала в 2007 году. В 2011 году Эва Гуррола приняла участие в юниорском чемпионате мира, где с результатом 182 кг заняла 6-е место. В течение следующих трёх лет мексиканская спортсменка выступала исключительно на местных соревнованиях. В апреле 2014 года Гуррола стала серебряным призёром молодёжного Панамериканского чемпионата. В том же году Эва дебютировала на взрослых чемпионатах мира. На первенстве в Алма-Ате молодая спортсменка стала лишь 23-й, при этом проиграв собственному личному рекорду 9 кг. 
Свои первые значимые медали Гуррола завоевала в ноябре 2014 года, став серебряным призёром в рывке и бронзовым в толчке по итогам соревнований тяжелоатлетов на Играх Центральной Америки и Карибского бассейна. Спустя год на чемпионате мира в Хьюстоне Эва смогла пробиться в десятку сильнейших в категории до 63 кг, подняв по сумме упражнений 218 кг. Этот результат стал лучшим для Мексики в женской части соревнований за последние два чемпионата мира и существенно помог национальному олимпийскому комитету получить сразу три олимпийских лицензий. В июне 2016 года мексиканская спортсменка вновь обновила свой личный рекорд, став при этом серебряным призёром Панамериканского чемпионата, уступив победительнице колумбийке Мерседес Перес 8 кг.
6 июля 2016 года было объявлено, что Гуррола стала первой из мексиканских тяжелоатлеток, вошедшей в состав сборной для участия в Олимпийских играх. По ходу соревнований Гуррола не смогла составить конкуренцию лидерам в весовой категории до 63 кг, однако подняв по сумме упражнений 220 кг, мексиканская спортсменка заняла высокое 5-е место.

## Результаты

### Олимпийские игры
| Олимпийские игры    | Категория | Рывок | Толчок | Сумма | Место |
| ------------------- | --------- | ----- | ------ | ----- | ----- |
| Рио-де-Жанейро 2016 | до 63 кг  | 100   | 120    | 220   | 5     |

### Чемпионат мира
| Чемпионат мира | Категория | Рывок | Толчок | Сумма | Место |
| -------------- | --------- | ----- | ------ | ----- | ----- |
| Алма-Ата 2014  | до 63 кг  | 88    | 110    | 198   | 23    |
| Хьюстон 2015   | до 63 кг  | 98    | 120    | 218   | 10    |

### Личные рекорды
| Упражнение | Результат | Дата            | Место проведения |
| ---------- | --------- | --------------- | ---------------- |
| Рывок      | 100 кг    | 10 августа 2016 | Рио-де-Жанейро   |
| Толчок     | 125 кг    | 6 июня 2016     | Картахена        |
| Сумма      | 223 кг    | 6 июня 2016     | Картахена        |